# Василиса Васильевна
Василиса Васильевна (1400 — до 1440) — княгиня суздальско-нижегородская, третья из четырех дочерей великого князя московского Василия I Дмитриевича от брака с литовской княжной Софьей Витовтовной.

## Биография
Родилась приблизительно между 1399 и 1403 годами в Москве. 5 февраля 1418 года была выдана замуж за суздальского князя Александра Ивановича Взметня (ум. 1433). В 1433 или начале 1434 года овдовела. Второй раз вышла замуж в 1434 году (до 9 апреля 1434) за суздальско-нижегородского князя Александра Ивановича Брюхатого (ум. 1436/1438).  9 апреля 1434 г. Василиса называла себя в Нижнем Новгороде великой княгиней, дала вклад в Спасо-Преображенский собор. Это последнее упоминание о ней. Умерла до 1440 года, возможно при жизни второго мужа.

### Дети
В первом браке имела сына Семена (ок. 1419—1434/1438).
Сведений о детях во втором браке нет.